# Abu Mena
Abu Mena (sau Abu Mina) a fost un oraș, complex de mănăstiri și centru al pelerinajului creștin în perioada târzie a Egiptului Antic, situat la aproximativ 45 km sud-vest de Alexandria. Ruinele sale au fost incluse în patrimoniul mondial în 1979. Sunt foarte puține rămășițe încă în picioare, dar fundațiile clădirilor celor mai mari, cum ar fi marea basilică, sunt ușor de văzut.
Acțiuni agriculturale recente în zonă au dus la o ridicare a pânzei freatice, cauzând prăbușirea sau lipsa stabilității unor clădiri din complex. Acesta a fost adăugat pe lista de locații amenințate din patrimoniul mondial în 2001.

## Istorie
Menas din Alexandria a fost martirizat la sfârșitul secolului al III-lea sau începutul secolului al IV-lea. Diverse mărturii din secolul V sau mai târzii dau versiuni diferite ale înmormântării sale și fondarea ulterioară a bisericii sale. Elementele esențiale sunt că trupul său a fost transportat din Alexandria pe o cămilă, care a fost condusă în deșert dincolo de lacul Mareotis. La un moment dat, cămila a refuzat să continue să meargă, în ciuda tuturor eforturilor de a o urni. Acest lucru a fost luat ca un act al voinței divine, iar însoțitorii trupului l-au îngropat în acel loc. 
Majoritatea versiunilor poveștii spun că locația mormântului a fost uitată până la redescoperirea sa miraculoasă de către un păstor. Din Synaxariumul etopian (trad. E.A.W. Budge):
“Și Dumnezeu a vrut să arate locul trupului Sfântului Menâs. Și era în acel deșert un anume păstor, și într-o zi o oaie care suferea de boala scabiei s-a dus în acel loc și s-a scufundat în apa micului izvor din apropierea locului și s-a rostogolit prin el și s-a vindecat pe loc. Și când păstorul a văzut lucrul acesta și a înțeles miracolul s-a minunat peste măsură. Și după aceea obișnuia să ia praf de pe acel altar și să-l amestece cu apă și să îl pună pe oi și dacă erau bolnave de scabie erau vindecate pe loc. Și obișnuia să facă asta tot timpul și astfel îi vindeca pe toți care veneau la el.”
Vorba despre puterile de vindecare ale păstorului s-a răspândit repede. Synaxariumul arată cum Constantin cel Mare a trimis-o pe fiica sa bolnavă la păstor pentru a fi vindecată și o acreditează pe ea cu găsirea trupului lui Menas, după care Constantin a ordonat construirea unei biserici pe acel loc. (Unele versiuni ale poveștii îl înlocuiesc pe Constantin cu împăratul de la sfârșitul secolului al V-lea, Zeno, dar arheologii au datat fundația inițială a clădirii de la sfârșitul secolului IV). Până la sfârșitul secolului IV era un loc semnificativ de pelerinaj pentru creștinii care doreau vindecare și alte miracole.
În timpul domniei lui Arcadius, arhiepiscopul local a observat că mulțimile depășeau cu mult capacitatea micii biserici. A scris împăratului, care a ordonat o expansiune majoră a complexului, prima din cele trei mari expansiuni ale bisericii care vor avea loc eventual. La sfârșitul Antichității târzii, Abu Mena devenise principalul loc de pelerinaj din Egipt.
Abu Mena a fost distrus de cucerirea musulmană de la mijlocul secolului VII.

## Excavații arheologice
Situl a fost inițial excavat din 1905 până în 1907. Aceste săpături au descoperit o bazilică mare, o biserică adiacentă în care probabil erau păstrate rămășițele sfântului și băile romane.
O serie de excavații ulterioare, pe termen lung, a Institutului Arheologic German s-a finalizat în 1998. Cele mai recente săpături au descoperit un dormitor mare pentru pelerinii săraci, cu aripi separate pentru bărbați, femei și copii. Un complex de la sudul marii bazilici era probabil reședința abatelui. Săpăturile sugerează că este posibil ca marele xenodocheion, o zonă de primire pentru pelerini, să fi fost inițial un cimitir. De asemenea, au fost descoperite o serie de prese de vin, inclusiv locuri subterane pentru depozitare, care datează din secolele VI și VII.

## Patrimoniu
Vestigiile paleocreștine de la Abu Mena sunt înscrise în lista patrimoniului mondial UNESCO.